# アニメる!?
『アニメる!?』は、2007年3月2日 25:20 - 25:50（JST）に名古屋テレビ（メ〜テレ）で放送された、3人の女性声優を起用した単発のバラエティ番組。

## 概要
出演者は田中理恵、松来未祐、小清水亜美の3人。彼女たちが収録現場でナレーターの指示に従いながらゲームをしたり、テーブルに置かれたデスクトップパソコンで一般参加者10人とのライブチャットを楽しんだりしていた。
番組収録およびライブチャットは、2007年2月11日午後から東京某所で行われた。ライブチャットの参加者は、事前にメ〜テレの携帯サイトで募集を掛けた中から選ばれた一般人10人である。参加者はチャットで出演者3人の行動を見ながらの実況書き込みをすることができたほか、チャットを通じて3人と間接的な会話をすることもできた。彼らが番組の収録中に書き込んだ内容は、テレビ放送では画面下に文字情報として表示されていた。この模様は収録当日に生でネット配信され、参加できなかった者もライブ映像とチャットを見ることは可能だった。また、様々な企画への投票をすることも可能だった。このような性質から、いわゆる双方向番組の色彩が強かった。
この番組は製作局のメ〜テレで放送されたが、メ〜テレ以外の局での放送状況は不明である。メ〜テレの携帯サイトでは、期間限定でこの番組の動画と出演者3人のオリジナル着ボイスが配信されていた。

## ゲームの内容
ゲームは事前に募集した中から選んだもので、「なりきりスイーツ対決」（テーブルに出されたデザートの気持ちになりながらアドリブでアフレコ演技をする）、「3人一斉クイズ」（ナレーターが出題するクイズに3人一斉に答える）、「モノマネしりとり」（しりとりで自分が選んだ物や人物の物真似をする）の3つが選ばれた。これらのゲームで最下位を獲得した者には、ちょっとした罰ゲームが課せられていた。なお、ゲームで使用するデザートとフリップを3人に差し出していた女性は、当時声優活動をしていた松田いよである。

## その後の展開
今のところ、第2弾の放送予定は無い。番組の放送後、製作局のメ〜テレではこの番組の収録システムなどを応用した月1レギュラー番組『アナ誕!』が6回にわたって放送されたが、この番組の第2弾はその後も制作・放送されることはなく、事実上単発企画のままに終わっている。メ〜テレの公式サイトでも一時期この番組が「放送が終了した番組」の一覧に入れられていたことがあり、2010年の時点ではその一覧からも消去されているという状態である。また、番組公式サイトも既に消滅している。

## スタッフ
- ナレーション：太田哲治
- 構成：川野孝弘、太田光洋
- デジタルコンテンツ：林義晃（メ〜テレ）
- インターネット中継：長井正人（LSD）、早崎弘一（LSD）
- ディレクター：本吉靖昭
- 総合演出：古賀謙一
- プロデューサー：太田雅人（メ〜テレ）、竹田豊加州（メ〜テレ）
- 制作協力：81プロデュース
- 制作著作：メ〜テレ